# Liszajecznik odmienny

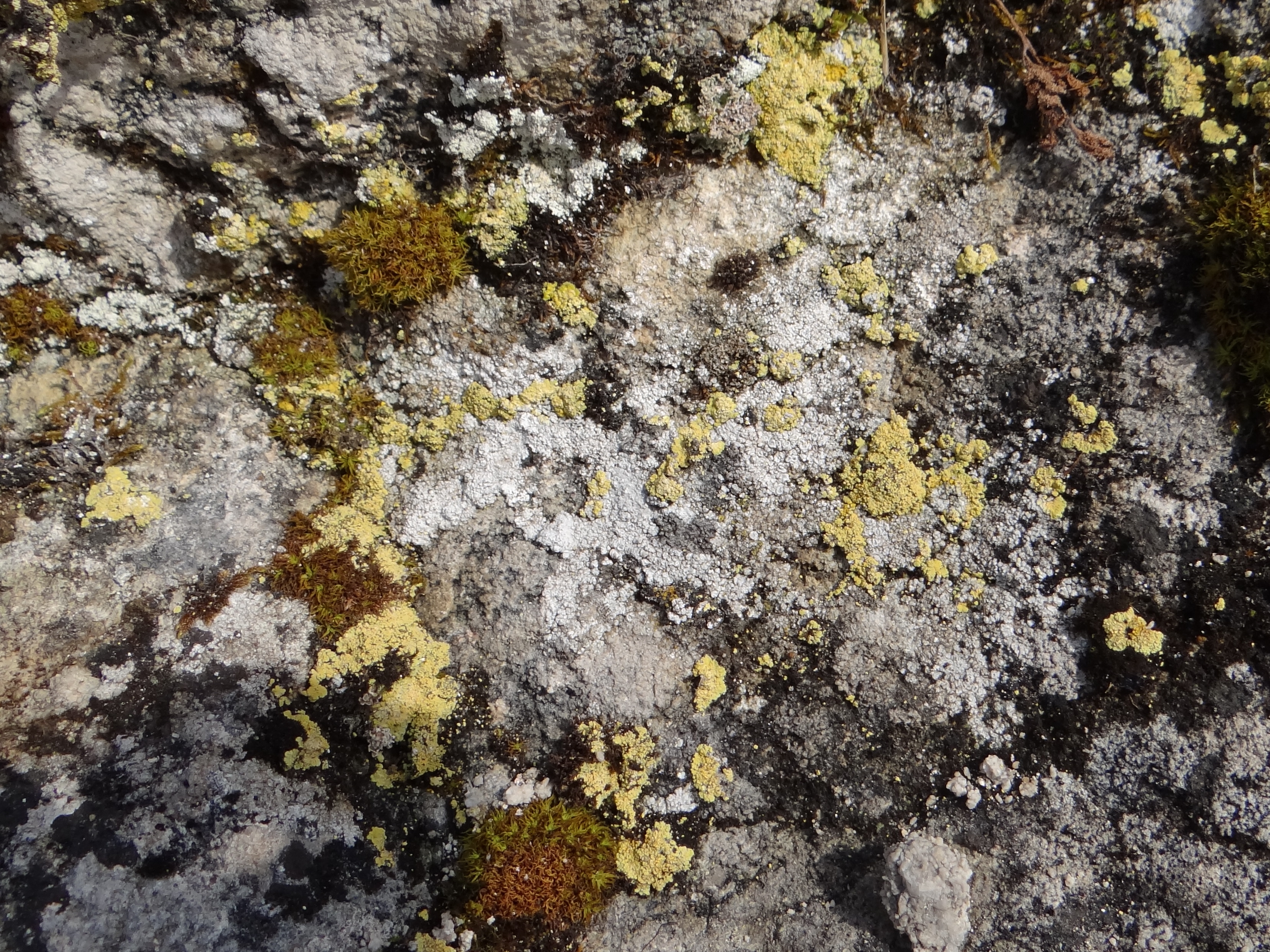

Liszajecznik odmienny (Candelariella reflexa (Nyl.) Lettau) – gatunek grzybów z rodziny Candelariaceae. Ze względu na symbiozę z glonami zaliczany jest do porostów.

## Systematyka i nazewnictwo
Pozycja w klasyfikacji według Index Fungorum: Candelariaceae, Candelariales, Candelariomycetidae, Candelariomycetes, Pezizomycotina, Ascomycota, Fungi.
Po raz pierwszy takson ten zdiagnozował w roku 1866 William Nylander nadając mu nazwę Lecanora vitellina var. reflexa. Obecną, uznaną przez Index Fungorum nazwę nadał mu w roku 1912 Georg Lettau, przenosząc go do rodzaju Candelariella.
Synonimy nazwy naukowej
- Caloplaca reflexa (Nyl.) Flagey 1888
- Candelaria reflexa (Nyl.) Arnold 1879
- Gyalolechia reflexa (Nyl.) Dalla Torre & Sarnth. 1902
- Lecanora reflexa (Nyl.) Nyl. 1896
- Lecanora vitellina var. reflexa Nyl. 1866

Nazwa polska według Krytycznej listy porostów i grzybów naporostowych Polski.

## Morfologia
Plecha skorupiasta. Jest  bardzo cienka, składa się z cylindrycznych lub kulistych ziarenek o średnicy do 0,3 mm. Są one mniej lub bardziej rozproszone lub zbite. Mają barwę żółtą, żółtoszarą lub żółtozielonkawą. Obłocznia o grubości 60–75 μm, bezbarwna, tylko w górnej części żółta. Plecha zawiera glony protokokkoidalne. Reakcje barwne: K –, Pd –.
Apotecja występują rzadko, w rozproszeniu, lub w skupiskach. Mają średnicę 0,2–1,2 mm i kolisty kształt, ale gdy występują w skupiskach, wówczas  stają się nieregularne i kanciaste. Tarczki nieco wypukłe lub płaskie, o barwie żółtej, żółtozielonej, oliwkowej lub brunatnożółtej. Ekscypulum gładkie, karbowane lub ziarenkowate i o podobnej barwie, jak tarczki, ale jaśniejsze. W jednym worku powstaje po 8 jednokomórkowych zarodników o elipsowatym kształcie. Mają rozmiar 10–18 × 4,5–7 μm, są proste lub nieco zagięte.

## Występowanie i siedlisko
Występuje w Ameryce Północnej i Południowej, Europie i Azji. W Polsce jest pospolity na terenie całego kraju.
Rozwija się głównie na skałach wapiennych i wapnistych piaskowcach, ale także na betonie i drewnie, rzadziej natomiast na skałach krzemianowych, korze drzew oraz na resztkach roślin i martwych mchach.